# 29e législature du Canada

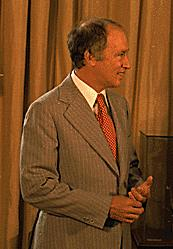
Pierre Elliott Trudeau est Premier ministre durant la.

La 29e législature du Canada est en session du 4 janvier 1973 au 9 mai 1974. Sa composition est déterminée par les élections de 1972, tenues le 30 octobre 1972, et légèrement modifiée par des démissions et des élections partielles survenues avant les élections de 1974. 
Cette législature est contrôlée par une minorité parlementaire du Parti libéral et de son chef Pierre Elliott Trudeau. Le gouvernement est soutenu par David Lewis, chef du Nouveau Parti démocratique. L'opposition officielle est représentée par le Parti progressiste-conservateur dirigé par Robert Stanfield.
Le président de la Chambre est Lucien Lamoureux.
Voici les 2 sessions parlementaires de la 29e législature :
| Session | Début           | Fin             |
| ------- | --------------- | --------------- |
| 1re     | 4 janvier 1973  | 26 février 1974 |
| 2de     | 27 février 1974 | 9 mai 1974      |

## Représentation des partis
| Affiliation       | Affiliation               | Députés         | Députés                       | Sénateurs            | Sénateurs        |
| Affiliation       | Affiliation               | Élus en de 1972 | À la dissolution (9 mai 1974) | À l'élection de 1972 | À la dissolution |
| ----------------- | ------------------------- | --------------- | ----------------------------- | -------------------- | ---------------- |
|                   | Libéral                   | 109             | 109                           | 74                   | 77               |
|                   | Progressiste-conservateur | 107             | 106                           | 18                   | 17               |
|                   | NPD                       | 31              | 31                            | 0                    | 0                |
|                   | Crédit social             | 15              | 15                            | 1                    | 1                |
|                   | Indépendants              | 2               | 1                             | 3                    | 3                |
| Total des membres | Total des membres         | 264             | 262                           | 96                   | 98               |
|                   | Vacant                    | —               | 2                             | 6                    | 4                |
| Total des sièges  | Total des sièges          | 264             | 264                           | 102                  | 102              |

## Historique

### Déroulement

#### 2esession
- 8 mai 1974 : une motion de non-confiance est adoptée par la Chambre des communes à 134 voix contre 123, peu après 18 h. Quelques minutes plus tard le premier ministre Pierre Trudeau fait une adresse à la nation où il annonce qu'il rencontrera le gouverneur général Jules Léger le lendemain pour demander la dissolution de la Chambre des communes[1]. Le texte final de la motion adoptée est le suivant[2]:

« Que cette Chambre retire sa confiance au gouvernement parce qu'il n'a pas su proposer de mesures budgétaires efficaces pour contrer et réduire l'inflation, ni proposer de mesures visant à venir en aide aux pensionnés et aux autres Canadiens à revenus faibles et à revenus fixes, à régler la crise du logement ou à supprimer les injustices flagrantes du régime fiscal. »

| Parti politique | Parti politique | Oui | Non | Absent |
| --------------- | --------------- | --- | --- | ------ |
|                 | Libéral         | 0   | 108 | 1      |
|                 | PC              | 106 | 0   | 0      |
|                 | NPD             | 31  | 0   | 0      |
|                 | Crédit social   | 0   | 15  | 0      |
| Total           | Total           | 137 | 123 | 1      |

### Projets de lois majeurs

#### 1resession
- 24 janvier 1973 : le gouvernement dépose le projet de loi C-132 qui institue un régime de contrôle des investissements étrangers et créé l'Agence d'examen de l'investissement étranger.
  - Le projet de loi est parrainé par le ministre de l'Industrie et du Commerce.
  - La Loi sur l'examen de l'investissement étranger est sanctionnée le 12 décembre 1973[3].

### 2esession
Un projet de loi réformant la Banque d'expansion industrielle est déposé en avril 1974 mais meurt au feuilleton lorsque la législature est dissoute.

## Liste des députés

### Alberta
| Circonscription     | Circonscription    | Nom                     | Parti |
| ------------------- | ------------------ | ----------------------- | ----- |
| Athabasca           |                    | Paul Yewchuk            | PC    |
| Battle River        |                    | Harry Kuntz (1972-1973) | PC    |
| Battle River        | Vacant (1973-1974) |                         |       |
| Calgary-Centre      |                    | Harvie Andre            | PC    |
| Calgary-Nord        |                    | Eldon Woolliams         | PC    |
| Calgary-Sud         |                    | Peter Bawden            | PC    |
| Crowfoot            |                    | Jack Horner             | PC    |
| Edmonton-Centre     |                    | Steve Paproski          | PC    |
| Edmonton-Est        |                    | William Skoreyko        | PC    |
| Edmonton-Ouest      |                    | Marcel Lambert          | PC    |
| Edmonton—Strathcona |                    | Douglas Roche           | PC    |
| Lethbridge          |                    | Kenneth Earl Hurlburt   | PC    |
| Medicine Hat        |                    | Bert Hargrave           | PC    |
| Palliser            |                    | Stanley Schumacher      | PC    |
| Peace River         |                    | Ged Baldwin             | PC    |
| Pembina             |                    | Daniel Hollands         | PC    |
| Red Deer            |                    | Robert N. Thompson      | PC    |
| Rocky Mountain      |                    | Joe Clark               | PC    |
| Vegreville          |                    | Don Mazankowski         | PC    |
| Wetaskiwin          |                    | Kenneth Schellenberger  | PC    |

### Colombie-Britannique
| Circonscription           | Circonscription | Nom                     | Parti |
| ------------------------- | --------------- | ----------------------- | ----- |
| Burnaby—Richmond          |                 | John Reynolds           | PC    |
| Burnaby—Seymour           |                 | Nels Nelson             | NPD   |
| Capilano                  |                 | Jack Davis              | PLC   |
| Coast Chilcotin           |                 | Harry Olaussen          | NPD   |
| Comox—Alberni             |                 | Thomas Speakman Barnett | NPD   |
| Esquimalt—Saanich         |                 | Donald Munro            | PC    |
| Fraser Valley East        |                 | Alexander Patterson     | PC    |
| Fraser Valley-Ouest       |                 | Mark Rose               | NPD   |
| Kamloops—Cariboo          |                 | Leonard Marchand        | PLC   |
| Kootenay-Ouest            |                 | Randolph Harding        | NPD   |
| Nanaimo—Cowichan—Les Îles |                 | Tommy Douglas           | NPD   |
| New Westminster           |                 | Stuart Leggatt          | NPD   |
| Okanagan Boundary         |                 | George Whittaker        | PC    |
| Okanagan—Kootenay         |                 | William Douglas Stewart | PLC   |
| Prince George—Peace River |                 | Frank Oberle (père)     | PC    |
| Skeena                    |                 | Frank Howard            | NPD   |
| Vancouver-Centre          |                 | Ron Basford             | PLC   |
| Vancouver-Est             |                 | Paddy Neale             | NPD   |
| Vancouver Kingsway        |                 | Grace MacInnis          | NPD   |
| Vancouver Quadra          |                 | Bill Clarke             | PC    |
| Vancouver-Sud             |                 | John Fraser             | PC    |
| Victoria                  |                 | Allan McKinnon          | PC    |

### Île-du-Prince-Édouard
| Circonscription | Circonscription | Nom                 | Parti |
| --------------- | --------------- | ------------------- | ----- |
| Cardigan        |                 | Daniel J. MacDonald | PLC   |
| Egmont          |                 | David MacDonald     | PC    |
| Hillsborough    |                 | Heath MacQuarrie    | PC    |
| Malpeque        |                 | John Angus MacLean  | PC    |

### Manitoba
| Circonscription      | Circonscription | Nom                    | Parti |
| -------------------- | --------------- | ---------------------- | ----- |
| Brandon—Souris       |                 | Walter Dinsdale        | PC    |
| Churchill            |                 | Charles Keith Taylor   | PC    |
| Dauphin              |                 | William Gordon Ritchie | PC    |
| Lisgar               |                 | Jack Murta             | PC    |
| Marquette            |                 | Craig Stewart          | PC    |
| Portage              |                 | Peter Masniuk          | PC    |
| Provencher           |                 | Jake Epp               | PC    |
| Selkirk              |                 | Doug Rowland           | NPD   |
| Saint-Boniface       |                 | Joseph-Philippe Guay   | PLC   |
| Winnipeg-Nord        |                 | David Orlikow          | NPD   |
| Winnipeg-Nord-Centre |                 | Stanley Knowles        | NPD   |
| Winnipeg-Sud         |                 | James Richardson       | PLC   |
| Winnipeg-Sud-Centre  |                 | Dan McKenzie           | PC    |

### Nouveau-Brunswick
| Circonscription          | Circonscription | Nom                | Parti |
| ------------------------ | --------------- | ------------------ | ----- |
| Carleton—Charlotte       |                 | Fred McCain        | PC    |
| Fundy—Royal              |                 | Robert Fairweather | PC    |
| Gloucester               |                 | Herb Breau         | PLC   |
| Madawaska—Victoria       |                 | Eymard Corbin      | PLC   |
| Moncton                  |                 | Charlie Thomas     | PC    |
| Northumberland—Miramichi |                 | Percy Smith        | PLC   |
| Restigouche              |                 | Jean-Eudes Dubé    | PLC   |
| Saint-Jean—Lancaster     |                 | Thomas Bell        | PC    |
| Westmorland—Kent         |                 | Roméo LeBlanc      | PLC   |
| York—Sunbury             |                 | J. Robert Howie    | PC    |

### Nouvelle-Écosse
| Circonscription             | Circonscription | Nom                | Parti |
| --------------------------- | --------------- | ------------------ | ----- |
| Annapolis Valley            |                 | Pat Nowlan         | PC    |
| Cape Breton Highlands—Canso |                 | Allan MacEachen    | PLC   |
| Cap-Breton—Richmond-Est     |                 | Donald MacInnis    | PC    |
| Cap-Breton—The Sydneys      |                 | Robert Muir        | PC    |
| Central Nova                |                 | Elmer MacKay       | PC    |
| Cumberland—Colchester-Nord  |                 | Robert Coates      | PC    |
| Dartmouth—Halifax-Est       |                 | Michael Forrestall | PC    |
| Halifax                     |                 | Robert Stanfield   | PC    |
| Halifax—East Hants          |                 | Robert McCleave    | PC    |
| South Shore                 |                 | Lloyd Crouse       | PC    |
| South Western Nova          |                 | Charles Haliburton | PC    |

### Ontario
| Circonscription                   | Circonscription    | Nom                       | Parti       |
| --------------------------------- | ------------------ | ------------------------- | ----------- |
| Algoma                            |                    | Maurice Foster            | PLC         |
| Brant                             |                    | Derek Blackburn           | NPD         |
| Broadview                         |                    | John Gilbert              | NPD         |
| Bruce                             |                    | Ross Whicher              | PLC         |
| Cochrane                          |                    | Ralph Stewart             | PLC         |
| Davenport                         |                    | Charles Caccia            | PLC         |
| Don Valley                        |                    | James Gillies             | PC          |
| Eglinton                          |                    | Mitchell Sharp            | PLC         |
| Elgin                             |                    | John Wise                 | PC          |
| Essex—Windsor                     |                    | Eugene Whelan             | PLC         |
| Etobicoke                         |                    | Alastair Gillespie        | PLC         |
| Fort-William                      |                    | Paul McRae                | PLC         |
| Frontenac—Lennox et Addington     |                    | Almonte Alkenbrack        | PC          |
| Glengarry—Prescott—Russell        |                    | Denis Éthier              | PLC         |
| Greenwood                         |                    | Andrew Brewin             | NPD         |
| Grenville—Carleton                |                    | Walter Baker              | PC          |
| Grey—Simcoe                       |                    | Gus Mitges                | PC          |
| Halton                            |                    | Terry O'Connor            | PC          |
| Hamilton-Est                      |                    | John Munro                | PLC         |
| Hamilton Mountain                 |                    | Duncan M. Beattie         | PC          |
| Hamilton-Ouest                    |                    | Lincoln Alexander         | PC          |
| Hamilton—Wentworth                |                    | Sean O'Sullivan           | PC          |
| Hastings                          |                    | John Ellis                | PC          |
| High Park—Humber Valley           |                    | Otto Jelinek              | PC          |
| Huron                             |                    | Robert McKinley           | PC          |
| Kenora—Rainy River                |                    | John Mercer Reid          | PLC         |
| Kent—Essex                        |                    | Harold Danforth           | PC          |
| Kingston et les Îles              |                    | Flora MacDonald           | PC          |
| Kitchener                         |                    | Keith Hymmen              | PLC         |
| Lakeshore                         |                    | Terry Grier               | NPD         |
| Lambton—Kent                      |                    | John Robert Holmes        | PC          |
| Lanark—Renfrew—Carleton           |                    | Paul Dick                 | PC          |
| Leeds                             |                    | Thomas Cossitt            | PC          |
| Lincoln                           |                    | Ken Higson                | PC          |
| London-Est                        |                    | Charles Turner            | PLC         |
| London-Ouest                      |                    | Judd Buchanan             | PLC         |
| Middlesex                         |                    | William Frank             | PC          |
| Niagara Falls                     |                    | Joe Hueglin               | PC          |
| Nickel Belt                       |                    | John Rodriguez            | NPD         |
| Nipissing                         |                    | Jean-Jacques Blais        | PLC         |
| Norfolk—Haldimand                 |                    | William David Knowles     | PC          |
| Northumberland—Durham             |                    | Allan Lawrence            | PC          |
| Ontario                           |                    | Norman Cafik              | PLC         |
| Oshawa—Whitby                     |                    | Ed Broadbent              | NPD         |
| Ottawa—Carleton                   |                    | John Napier Turner        | PLC         |
| Ottawa-Centre                     |                    | Hugh Poulin               | PLC         |
| Ottawa-Est                        |                    | Jean-Robert Gauthier      | PLC         |
| Ottawa-Ouest                      |                    | Peter Reilly              | PC          |
| Oxford                            |                    | Wally Nesbitt (1972-1973) | PC          |
| Oxford                            | Vacant (1973-1974) |                           |             |
| Parkdale                          |                    | Stanley Haidasz           | PLC         |
| Parry Sound—Muskoka               |                    | Stan Darling              | PC          |
| Peel—Dufferin—Simcoe              |                    | Ellwood Madill            | PLC         |
| Peel-Sud                          |                    | Donald Blenkarn           | PC          |
| Perth—Wilmot                      |                    | William Jarvis            | PC          |
| Peterborough                      |                    | James Hugh Faulkner (en)  | PLC         |
| Port Arthur                       |                    | Robert Andras             | PLC         |
| Prince Edward—Hastings            |                    | George Hees               | PC          |
| Renfrew-Nord—Nipissing-Est        |                    | Len Hopkins               | PLC         |
| Rosedale                          |                    | Donald Stovel Macdonald   | PLC         |
| Sarnia—Lambton                    |                    | Bud Cullen                | PLC         |
| Sault Ste. Marie                  |                    | Cyril Symes               | NPD         |
| Scarborough-Est                   |                    | Reginald Stackhouse       | PC          |
| Scarborough-Ouest                 |                    | John Paul Harney          | NPD         |
| Simcoe-Nord                       |                    | Philip Rynard             | PC          |
| Spadina                           |                    | Peter Stollery            | PLC         |
| St. Catharines                    |                    | J. Trevor Morgan          | PC          |
| St. Paul's                        |                    | Ron Atkey                 | PC          |
| Stormont—Dundas                   |                    | Lucien Lamoureux          | Indépendant |
| Sudbury                           |                    | James Jerome              | PLC         |
| Thunder Bay                       |                    | B. Keith Penner           | PLC         |
| Timiskaming                       |                    | Arnold Peters             | NPD         |
| Timmins                           |                    | Jean Roy                  | PLC         |
| Trinity                           |                    | Paul Hellyer              | PC          |
| Victoria—Haliburton               |                    | William Scott             | PC          |
| Waterloo                          |                    | Max Saltsman              | NPD         |
| Welland                           |                    | Victor Railton            | PLC         |
| Wellington                        |                    | Alfred Hales              | PC          |
| Wellington—Grey—Dufferin—Waterloo |                    | Perrin Beatty             | PC          |
| Windsor-Ouest                     |                    | Herb Gray                 | PLC         |
| Windsor—Walkerville               |                    | Mark MacGuigan            | PLC         |
| York-Centre                       |                    | James E. Walker           | PLC         |
| York-Est                          |                    | Ian Arrol                 | PC          |
| York-Nord                         |                    | Barney Danson             | PLC         |
| York-Ouest                        |                    | James Fleming             | PLC         |
| York—Scarborough                  |                    | Robert Stanbury           | PLC         |
| York—Simcoe                       |                    | Sinclair Stevens          | PC          |
| York-Sud                          |                    | David Lewis               | NPD         |

### Québec
| Circonscription                  | Circonscription | Nom                     | Parti                   |
| -------------------------------- | --------------- | ----------------------- | ----------------------- |
| Abitibi                          |                 | Gérard Laprise          | CS                      |
| Ahuntsic                         |                 | Jeanne Sauvé            | PLC                     |
| Argenteuil                       |                 | Francis Fox             | PLC                     |
| Beauce                           |                 | Yves Caron              | PLC                     |
| Beauharnois—Salaberry            |                 | Gérald Laniel           | PLC                     |
| Bellechasse                      |                 | Adrien Lambert          | CS                      |
| Berthier                         |                 | Antonio Yanakis         | PLC                     |
| Brome—Missisquoi                 |                 | Heward Grafftey         | PC                      |
| Bonaventure—Îles-de-la-Madeleine |                 | Albert Béchard          | PLC                     |
| Chambly                          |                 | Yvon L'Heureux          | PLC                     |
| Champlain                        |                 | René Matte              | CS                      |
| Charlevoix                       |                 | Gilles Caouette         | CS                      |
| Chicoutimi                       |                 | Paul Langlois           | PLC                     |
| Compton                          |                 | Henry Latulippe         | CS                      |
| Dollard                          |                 | Jean-Pierre Goyer       | PLC                     |
| Drummond                         |                 | Jean-Marie Boisvert     | CS                      |
| Duvernay                         |                 | Yves Demers             | PLC                     |
| Frontenac                        |                 | Léopold Corriveau       | PLC                     |
| Gamelin                          |                 | Arthur Portelance       | PLC                     |
| Gaspé                            |                 | Alexandre Cyr           | PLC                     |
| Gatineau                         |                 | Gaston Clermont         | PLC                     |
| Hochelaga                        |                 | Gérard Pelletier        | PLC                     |
| Hull                             |                 | Joseph Isabelle         | PLC                     |
| Joliette                         |                 | Roch La Salle           | Indépendant (1972-1974) |
| Joliette                         | PC (1974)       | Roch La Salle           |                         |
| Kamouraska                       |                 | Charles-Eugène Dionne   | CS                      |
| Labelle                          |                 | Maurice Dupras          | PLC                     |
| Lac-Saint-Jean                   |                 | Marcel Lessard          | PLC                     |
| Lachine—Lac-Saint-Louis          |                 | Roderick Blaker         | PLC                     |
| Lafontaine                       |                 | Georges-C. Lachance     | PLC                     |
| Langelier                        |                 | Jean Marchand           | PLC                     |
| Lapointe                         |                 | Gilles Marceau          | PLC                     |
| La Prairie                       |                 | Ian Watson              | PLC                     |
| Lasalle                          |                 | John Campbell           | PLC                     |
| Laurier                          |                 | Fernand-E. Leblanc      | PLC                     |
| Laval                            |                 | Marcel-Claude Roy       | PLC                     |
| Lévis                            |                 | Raynald Guay            | PLC                     |
| Longueuil                        |                 | Jacques Olivier         | PLC                     |
| Lotbinière                       |                 | André-Gilles Fortin     | CS                      |
| Louis-Hébert                     |                 | Albanie Morin           | PLC                     |
| Maisonneuve—Rosemont             |                 | J.-Antonio Thomas       | PLC                     |
| Manicouagan                      |                 | Gustave Blouin          | PLC                     |
| Matane                           |                 | Pierre de Bané          | PLC                     |
| Mercier                          |                 | Prosper Boulanger       | PLC                     |
| Charlesbourg                     |                 | Ovide Laflamme          | PLC                     |
| Montréal—Bourassa                |                 | Jacques Trudel          | PLC                     |
| Mont-Royal                       |                 | Pierre Trudeau          | PLC                     |
| Notre-Dame-de-Grâce              |                 | Warren Allmand          | PLC                     |
| Outremont                        |                 | Marc Lalonde            | PLC                     |
| Papineau                         |                 | André Ouellet           | PLC                     |
| Pontiac                          |                 | Thomas Lefebvre         | PLC                     |
| Portneuf                         |                 | Roland Godin            | CS                      |
| Québec-Est                       |                 | Gérard Duquet           | PLC                     |
| Richelieu                        |                 | Florian Côté            | PLC                     |
| Richmond                         |                 | Léonel Beaudoin         | CS                      |
| Rimouski                         |                 | Eudore Allard           | CS                      |
| Roberval                         |                 | Charles-Arthur Gauthier | CS                      |
| Saint-Denis                      |                 | Marcel Prud'homme       | PLC                     |
| Saint-Henri                      |                 | Gérard Loiselle         | PLC                     |
| Saint-Hyacinthe                  |                 | Claude Wagner           | PC                      |
| Saint-Jacques                    |                 | Jacques Guilbault       | PLC                     |
| Saint-Jean                       |                 | Walter Bernard Smith    | PLC                     |
| Saint-Maurice                    |                 | Jean Chrétien           | PLC                     |
| Saint-Michel                     |                 | Monique Bégin           | PLC                     |
| Sainte-Marie                     |                 | Raymond Dupont          | PLC                     |
| Shefford                         |                 | Gilbert Rondeau         | CS                      |
| Sherbrooke                       |                 | Irénée Pelletier        | PLC                     |
| Témiscamingue                    |                 | Réal Caouette           | CS                      |
| Témiscouata                      |                 | Rosaire Gendron         | PLC                     |
| Terrebonne                       |                 | Joseph-Roland Comtois   | PLC                     |
| Trois-Rivières                   |                 | Claude G. Lajoie        | PLC                     |
| Vaudreuil                        |                 | Harold Thomas Herbert   | PLC                     |
| Verdun                           |                 | Bryce Mackasey          | PLC                     |
| Villeneuve                       |                 | Oza Tétrault            | CS                      |
| Westmount                        |                 | Charles Mills Drury     | PLC                     |

### Saskatchewan
| Circonscription           | Circonscription | Nom                | Parti |
| ------------------------- | --------------- | ------------------ | ----- |
| Assiniboia                |                 | Bill Knight        | NPD   |
| Battleford—Kindersley     |                 | Norval Horner      | PC    |
| Mackenzie                 |                 | Stanley Korchinski | PC    |
| Meadow Lake               |                 | Eli Nesdoly        | NPD   |
| Moose Jaw                 |                 | Douglas Neil       | PC    |
| Prince Albert             |                 | John Diefenbaker   | PC    |
| Qu'Appelle—Moose Mountain |                 | Alvin Hamilton     | PC    |
| Regina-Est                |                 | James Balfour      | PC    |
| Regina—Lake Centre        |                 | Leslie Benjamin    | NPD   |
| Saskatoon—Biggar          |                 | Alfred Gleave      | NPD   |
| Saskatoon—Humboldt        |                 | Otto Lang          | PLC   |
| Swift Current—Maple Creek |                 | Frank Hamilton     | PC    |
| Yorkton—Melville          |                 | Lorne Nystrom      | NPD   |

### Terre-Neuve
| Circonscription                | Circonscription | Nom             | Parti |
| ------------------------------ | --------------- | --------------- | ----- |
| Bonavista—Trinity—Conception   |                 | Dave Rooney     | PLC   |
| Burin—Burgeo                   |                 | Donald Jamieson | PLC   |
| Gander—Twillingate             |                 | John Lundrigan  | PC    |
| Grand Falls—White Bay—Labrador |                 | Bill Rompkey    | PLC   |
| Humber—St. George's—St. Barbe  |                 | Jack Marshall   | PC    |
| St. John's-Est                 |                 | James McGrath   | PC    |
| St. John's-Ouest               |                 | Walter Carter   | PC    |

### Territoires du Nord-Ouest
| Circonscription           | Circonscription | Nom         | Parti |
| ------------------------- | --------------- | ----------- | ----- |
| Territoires du Nord-Ouest |                 | Wally Firth | NPD   |

### Yukon
| Circonscription | Circonscription | Nom          | Parti |
| --------------- | --------------- | ------------ | ----- |
| Yukon           |                 | Erik Nielsen | PC    |